# Dolichoderus heeri
Dolichoderus heeri es una especie extinta de hormiga del género Dolichoderus, subfamilia Dolichoderinae. Fue descrita científicamente por Dlussky & Putyatina en 2014.
Habitó en Croacia. Fue registrado en el municipio de Radoboj.